# Aulacaspis madiunensis
Aulacaspis madiunensis är en insektsart som först beskrevs av Leo Zehntner 1898.  Aulacaspis madiunensis ingår i släktet Aulacaspis och familjen pansarsköldlöss. Inga underarter finns listade i Catalogue of Life.

## Bildgalleri

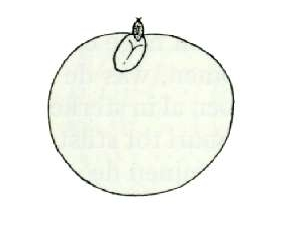